# Cartel
Cartel – amerykański zespół grający muzykę z gatunku pop punk/power pop, powstały w Conyers (Georgia), w 2003 roku. Wszyscy członkowie grupy znali się ze szkoły.
Ich debiutancki album „Chroma” przyniósł im wiele wyróżnień i nagród, między innymi miejsce na liście Alternative Press's 2005 – „Bands You Need to Know” (ang. Zespoły, Które Musisz Znać).

## Członkowie
- Will Pugh – śpiew, gitara, fortepian
- Joseph Pepper – gitara
- Nic Hudson – gitara
- Jeff Lett – gitara basowa
- Kevin Sanders – perkusja

## Dyskografia

### Albumy
- Chroma (2005) #140 U.S.
- Cartel (2007) #20 U.S.
- Collider (2013)

### EP
- The Ransom EP (2004)
- Live Dudes (2006)
- Warped Tour Session (2006)

### Single
- „Honestly” (2006) #89 U.S. Hot 100; #55 U.S. Pop 100; #65 Hot Digital Songs
- „Say Anything (Else)” (2006)
- „Lose It” (2007)
- „No Subject (Come with Me)” (2007)
- „The Fortunate” (2007)

### Non-album tracks
- „Wonderwall” – released on Punk Goes '90s (2006)
- „Rockin’ Around the Christmas Tree” – released on Kevin & Bean's Super Christmas (2006)